# Garde
Garde es una villa y un municipio español de la Comunidad Foral de Navarra, situado en la Merindad de Sangüesa, en la comarca de Roncal-Salazar, en el valle de Roncal y a 88,2 km de la capital de la comunidad, Pamplona. Tiene una población de 131 habitantes (INE 2024)
De su patrimonio monumental destaca la ermita de Nuestra Señora de Zuberoa. 
Su gentilicio es gardacho/a[cita requerida] o gardarra, este último tanto en masculino como en femenino.

## Símbolos
El escudo de armas de la villa de Garde tiene el siguiente blasón:

Cuartelado. 1.º, de azur y un puente de tres arcos de oro y sobre él la cabeza coronada de un rey moro. 2.º, de gules y un lebrel de plata siniestrado. 3.º, de gules y un castillo de plata. 4.º de azur y tres rocas de oro.

Este blasón es privativo de todo el valle de Roncal y de cada una de sus villas en particular. En los sellos de la alcaldía se presenta un puente de un arco y en su parte superior una cabeza.

## Geografía
La localidad de Garde está situado en la parte Nordeste de la Comunidad Foral de Navarra y Sur del Valle de Roncal a una altitud de 737 m s. n. m. Su término municipal tiene una superficie de 43,4 km² y limita al norte con los municipios de Roncal e Isaba, al este con el de Ansó en la provincia de Huesca y la comunidad autónoma de Aragón, al sur con el de Fago también de la provincia de Huesca, Salvatierra de Esca en la provincia de Zaragoza y la comunidad autónoma de Aragón y Burgui, y al oeste con el de Roncal.

## Demografía
Garde cuenta con una población de 131 habitantes (INE 2024).
| Gráfica de evolución demográfica de Garde entre 1842 y 2021                                                         |
| |
| Población de derecho según los censos de población del INE Población de hecho según los censos de población del INE |

## Administración y política
Garde conforma un municipio el cual está gobernado por un ayuntamiento de gestión democrática desde 1979, formado por 5 miembros elegidos en las elecciones municipales según está dispuesto en la Ley Orgánica del Régimen Electoral General. La sede del consistorio está situada en la plaza de la Villa, n.º 1. de la localidad de Garde.
| Mandato   | Nombre del alcalde  | Partido político |
| --------- | ------------------- | ---------------- |
|           |                     |                  |
| 2007-2011 | Marcos Ureña Marcos | Independiente    |
| 2011-     | Marcos Ureña Marcos | En funciones     |

## Cultura

### Patrimonio

#### Monumentos religiosos
- Iglesia del Apóstol Santiago, reliquias.
- Ermita de Nuestra Señora de Zuberoa. La imagen es del siglo XIII, de modo que cabe pensar que el templo original era de dicha época,[5] si bien existe otra teoría según la cual la imagen habría venido de Francia durante las guerras de religión en el siglo XVI, lo cual invalidaría la anterior. El edificio, amenazado de ruina, es derruido y hecho de nueva planta bajo la dirección de José Fernández de Uncastillo, siendo terminado hacia 1702. La bóveda fue reconstruida entre 1724 y 1727 por Pedro Domecus y la pintura y dorado fueron realizados por Matías Moler.

#### Monumentos civiles
- Estatua de Pedro Navarro, conde de Oliveto.

### Fiestas
La localidad de Garde celebra sus fiestas patronales a mediados de agosto.

### Deporte
La localidad dispone de las siguientes infraestructuras deportivas:
- Escuela de pelota Toki Ederra
- Frontón Toki-Ederra

## Personas destacadas
- Pedro Navarro (1460 - 1528). Conde de Oliveto.
- Ignacio Zoco (1939-2015). Futbolista.
- Jorge Galán (1989). Futbolista.